# Кастели
Кастѐли (на италиански: Castelli, на местен диалект li Castìllë, ли Кастилъ) е село и община в Южна Италия, провинция Терамо, регион Абруцо. Разположено е на 497 m надморска височина. Населението на общината е 1256 души (към 2010 г.).